# Halim El-Dabh
Halim Abdul Messieh El-Dabh (4 marts 1921 i Sakakini, Cairo, Egypten - 2. september 2017 i Ohio, USA) var en egyptisk komponist og lærer. 
El-Dabh var nok Egyptens mest kendte og anerkendte komponist. Han var en af de første i det hele taget som komponerede elektronisk båndmusik. 
Han havde skrevet 3 symfonier, elektroniske værker, orkesterværker, operaer, balletmusik og sange etc. 
El-Dabh kom til USA i 1950, og studerede med bl.a. Ernst Krenek, Aaron Copland, Irving Fine og Luigi Dallapiccola. 
Han underviste på Columbia-Princeton Elektronic Music Center, og var den første succesrige udlænding der. 
El-Dabh blander egyptisk folklore med europæisk klassisk stil. 

## Udvalgte værker
- 3 Symfonier - for orkester
- Koncert - for orkester
- Darbukakoncert - for darbuka og orkester
- Ørken suite - for orkester